# Conferência de Genebra (1954)

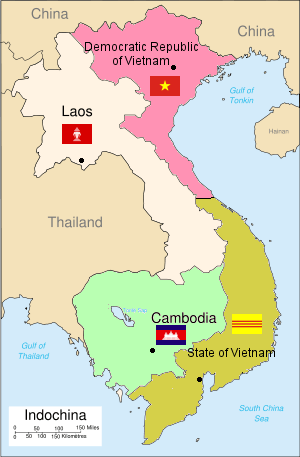
Partição da Indochina Francesa resultante da Conferência de Genebra.
Três estados sucessores foram criados: o Reino do Camboja, o Reino do Laos e a República Democrática do Vietnã, liderada por Ho Chi Minh e pelo Viet Minh, ficando o Estado do Vietnã circunscrito à parte sul do Vietnã. A divisão do país deveria durar somente até as eleições, programadas para 1956, quando enfim dar-se-ia a reunificação do país.

A Conferência de Genebra ocorreu entre 26 de abril e 20 de julho de 1954, em Genebra, Suíça, e teve como principal objetivo resolver as questões pendentes acerca da Guerra da Coreia (após o Armistício de 1953) e da Primeira Guerra da Indochina.
Outros países relacionados com as duas questões também estiveram representados durante a discussão, incluindo aqueles que enviaram tropas, através das Nações Unidas, para a Guerra da Coreia, bem como aqueles que estiveram envolvidos na Primeira Guerra da Indochina, entre a França e o Việt Minh. As quatro grandes potências aliadas da Segunda Guerra Mundial - União Soviética,  Estados Unidos, França e Reino Unido - participaram de toda a conferência, assim como a  República Popular da China. As sessões foram presididas pelo soviético Vjačeslav Michajlovič Molotov e pelo britânico Anthony Eden.
A parte da conferência que tratou da questão coreana terminou sem que quaisquer declarações ou propostas fossem adotadas e por isso é considerada menos relevante.  Quanto à Indochina, tratava-se de lidar com o desmantelamento da  Indochina Francesa, e, sobre isso, a conferência produziu um conjunto de documentos conhecidos como Acordos de Genebra, que  provaram ter importantes repercussões a longo prazo. O desmoronamento do Império Colonial Francês no Sudeste da Ásia levou à formação de vários estados: o Vietnã do Norte ou República Democrática do Vietnã (nome utilizado a partir de 1945 pelo governo Việt Minh), o Estado do Vietnã  (futura República do Vietnã ou Vietnã do Sul), o Reino do Camboja e o Reino do Laos.
Os Acordos de Genebra previam a partição temporária do Vietnã - em uma porção norte, que seria governada pelo Việt Minh, e uma porção sul, que seria regida pelo Estado do Vietnã, então chefiado pelo ex-imperador Bảo Đại. Ademais, a Declaração Final da Conferência, emitida pelo presidente britânico do evento, incluía a condição de realização de eleições gerais supervisionadas internacionalmente, dois anos depois, em julho de 1956, para a criação de um Estado vietnamita unificado. Mas, embora apresentada como uma visão de consenso, apenas a França (representada pelo Presidente do Conselho de Ministros, Pierre Mendès-France) e a  República Democrática do Vietnã (representada pelo chefe de governo, Phạm Văn Đồng) firmaram a Declaração - a primeira porque pretendia restabelecer o domínio colonial ou, pelo menos neocolonial, e o segundo porque esperava ganhar tempo para reforçar a sua posição no norte e, eventualmente, vencer as programadas eleições. Em todo caso, colocava-se assim um ponto final na "guerra francesa" - a guerra da Indochina; ao mesmo tempo, como os delegados dos Estados Unidos e do Estado do Vietnã (criado pelos franceses, em 1949, e cujo chefe de Estado era ao antigo imperador Bảo Đại) rejeitaram os termos da Declaração Final, estavam dadas as condições para a "guerra americana" - a guerra do Vietnã, que alguns qualificam como Segunda Guerra da Indochina -, iniciada em 1955. Assim, os acordos de Genebra resultaram, de fato, na transformação das duas zonas de reagrupamento militar temporário em dois Vietnãs.
Além disso, durante a Conferência, três outros acordos de cessar-fogo - no Camboja, Laos e Vietnã - foram assinados.

## Antecedentes
O fim da Segunda Guerra Mundial na Ásia havia sido marcado pelo colapso da hegemonia japonesa, vigente nos primeiros anos do conflito e que havia desmantelado o sistema de dominação dos impérios coloniais europeus naquele continente. Todavia, a subsequente derrota do Japão não  implicou  a imediata restauração do domínio colonial do Ocidente. Em vez disso, emergiram numerosos movimentos nacionalistas locais, que lutavam por independência. A situação complicou-se ainda mais com o advento da Guerra Fria e a reação global dos Estados Unidos contra um suposto expansionismo agressivo do comunismo que parecia se inserir com sucesso nos movimentos nacionalistas asiáticos.: 118-120
Á vitória dos comunistas chineses em 1949, na Guerra Civil Chinesa, seguiu-se, em 1950,  a sangrenta Guerra da Coréia, que colocou forças norte-coreanas e chinesas contra os Estados Unidos, apoiadas, em parte, por outras potências ocidentais.: 120-131 Paralelamente, estava em curso, desde 1946, a Guerra da Indochina, em que se defrontavam a força expedicionária colonial da União Francesa e o movimento nacionalista vietnamita Viet Minh, sob a liderança de Ho Chi Minh, um líder prestigioso que havia obtido numerosos êxitos e parecia capaz de reunificar o país, expulsando a potência colonial; esta, todavia, contava com o apoio político e militar dos Estados Unidos. :48-90
No início de 1953, um conjunto de circunstâncias internacionais parecia finalmente favorecer uma solução do conflito indochinês. Na União Soviética, a morte de Stalin deu lugar à ascensão de uma nova liderança determinada a abrir caminho para a chamada  "coexistência pacífica" com o Ocidente. Pouco depois, um armistício, ainda que  precário, foi concluído com a Coreia, convencendo os políticos franceses a buscar, por sua vez, uma forma diplomática para terminar a luta na Indochina. Em novembro de 1953, o Primeiro-Ministro Joseph Laniel declarou que, mediante "uma solução honrosa", a França aceitaria "uma solução diplomática para a guerra". Além da França e da União Soviética, a República Popular da China também estava interessada em encontrar uma solução de compromisso na Indochina. Os novos líderes chineses pretendiam entrar na arena diplomática e, ao demonstrar certa contenção, esperavam obter reconhecimento internacional de seu regime e possivelmente mitigar a hostilidade ocidental. Além disso, os líderes da China temiam que, na ausência de um compromisso de paz na Indochina, houvesse um risco real de que os Estados Unidos passassem por cima dos franceses e interviessem diretamente, ameaçando a fronteira sul da China. Era importante, portanto, concluir um acordo negociado que não fornecesse pretextos para o intervencionismo americano e salvaguardasse a segurança da China, mesmo à custa de desagradar a liderança Viet Minh. :93-94

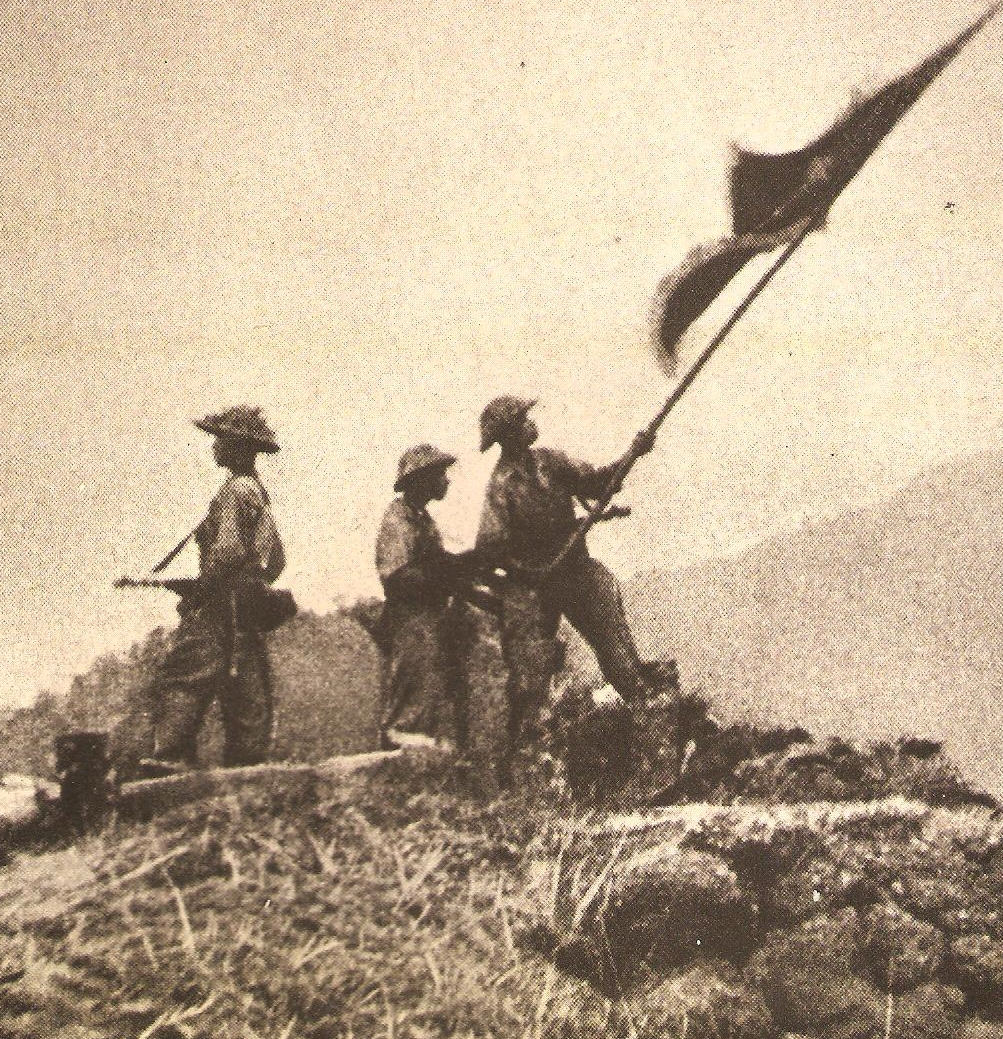
Soldados do Viet Minh alçam sua bandeira, após a vitória em Dien Bien Phu (7 de maio de 1954).

Nessa fase da Guerra da Indochina, os maiores opositores a um compromisso com os comunistas eram os anticomunistas ligados ao Imperador Bảo Đại e os  nacionalistas antifranceses, como Ngô Đình Diệm, mas também - e principalmente - os Estados Unidos. O Secretário de Estado norte-americano John Foster Dulles temia que uma capitulação para os comunistas na Indochina derrubasse a doutrina da contenção e abrisse as portas para nova agressão, após uma breve trégua. Por isso, Dulles instou a França a adiar a abertura das negociações, tratando, primeiramente, de melhorar seu poder militar, mediante um garantido  aumento da ajuda financeira americana.:94-95
Ho Chi Minh e a liderança Viet Minh haviam experimentado, no início da guerra, o fracasso das negociações iniciais com os franceses e depositavam pouca confiança no velho poder colonial; por isso, em geral, mantiveram uma posição rígida e se opuseram a negociações que não previssem, preliminarmente, a independência e a unidade do Vietnã. Entretanto, o Viet Minh estava sob forte pressão de seus aliados soviéticos e chineses que, por razões de política internacional, insistiam para que Ho Chi Minh se mostrasse propenso a dialogar e negociar. Pressionado o líder Viet Minh manifestou pela primeira vez, sua vontade de "acabar com a guerra por meios pacíficos", durante entrevista concedida a um jornalista sueco, em 29 de novembro de 1953. Cientes dessa "abertura" de Ho Chi Minh, chineses e soviéticos já haviam previamente acordado, com as três potências ocidentais, uma conferência na Alemanha, onde a questão da Indochina também seria abordada.:95-96
A Conferência de Berlim, realizada entre 25 de janeiro e 18 de fevereiro de 1954, reuniu os ministros das relações exteriores das quatro grandes potências - Estados Unidos, União Soviética, Reino Unido e França. Todavia não se chegou a um acordo com relação aos problemas da Guerra Fria na Europa. Assim, em 18 de fevereiro de 1954, os participantes concordaram em convocar uma segunda conferência, a ser realizada em Genebra, onde, segundo a proposta soviética, os problemas da Ásia seriam finalmente discutidos, numa tentativa de estabilizar a situação na Coréia e na Indochina. A China comunista também participaria da conferência.:198 :436 e 549
A Conferência de Genebra foi iniciada em 26 de abril de 1954, no Palácio das Nações. O primeiro item da agenda foi a questão coreana, seguindo-se a discussão sobre a Indochina.
Enquanto isso, o conflito indochinês estava prestes a tomar um rumo dramático, em favor do Viet Minh. Desde novembro de 1953, travava-se a Batalha de Dien Bien Phu, e, com o passar das semanas, a situação da guarnição francesa, sitiada pelas forças nacionalistas vietnamitas, tornava-se cada vez mais difícil.:96-100 Os ataques finais do Viet Minh começaram em 13 de março de 1954, e, apesar da resistência desesperada, os franceses foram forçados a se render em 7 de maio de 1954. Para piorar um pouco mais as coisas, essa derrota retumbante ocorrera exatamente na véspera do início das discussões sobre a Guerra da Indochina - o segundo ponto da agenda da Conferência de Genebra -, o que enfraqueceu de maneira irremediável a  posição dos franceses nas negociações.:100-101

## A condução da conferência
| “ | Ambas as partes devem dar alguns passos em direção à outra, embora cada uma não precise dar o mesmo número de passos. | ” |
|   | — De Zhou Enlai a Pierre Mendès-France, encorajando-o a um compromisso pouco favorável à França.:105.                 |   |

| “ | Ele nos enganou.                                                                                          | ” |
|   | — De Phạm Văn Đồng, no final das discussões, sobre o comportamento de Zhou Enlai durante a conferência. . |   |

### Discussões sobre a Coréia
De imediato, as posições das partes sobre a questão coreana se mostraram praticamente irreconciliáveis. A Coreia do Sul exigia que fosse o único governo legalmente reconhecido, que as tropas chinesas se retirassem e que, em  seu lugar, forças Organização das Nações Unidas permanecessem como uma força policial. Os representantes sul-coreanos também exigiram que as eleições fossem realizadas somente em território norte-coreano. A Coreia do Norte, por outro lado, propôs que as eleições fossem realizadas em todo o território coreano, que todas as tropas estrangeiras fossem retiradas e que uma comissão conjunta, exclusivamente coreana, supervisionasse as eleições. Os Estados Unidos apoiaram as posições da Coréia do Sul, enquanto a China buscou um compromisso, propondo que um "grupo de nações neutras" controlasse a condução das eleições.
Uma nova proposta da Coréia do Sul, preconizando a realização de eleições em toda a Coréia, mas de acordo com o procedimento constitucional sul-coreano e sob o controle das Nações Unidas, não foi aceita, e assim as discussões foram finalmente suspensas, em 15 de junho de 1954. A China e a União Soviética apresentaram, no último momento, uma declaração genérica, afirmando que as negociações seriam retomadas posteriormente e que o objetivo deveria ser uma Coréia unificada, democrática e independente.  Entretanto, nem mesmo esse documento obteve o consenso das partes. Assim as discussões da conferência sobre a questão coreana terminaram sem que nenhuma declaração formal fosse aprovada.

### Discussões sobre a Indochina

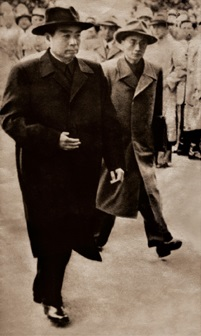
O Primeiro-ministro da China Zhou Enlai durante a conferência

No início das sessões dedicadas à Guerra da Indochina, a desconfiança e o nervosismo eram generalizados entre os delegados - em particular, entre os representantes do Viet Minh, liderados pelo chefe de governo Phạm Văn Đồng, que não estabeleceram interlocução  direta com os franceses, nem com os delegados do imperador "fantoche" Bảo Đại.:101 Além disso, havia uma tensão extrema em torno da delegação da China: os americanos ignoraram completamente os representantes chineses, enquanto os franceses inicialmente recusaram o contato direto e até mesmo os soviéticos não esconderam sua falta de simpatia pelos comunistas chineses. O Ministro das Relações Exteriores britânico, Anthony Eden, expressou seu espanto com o lamentável início dos trabalhos, marcado pela escassez de resultados e pelo perigo da retirada de algumas delegações.:102

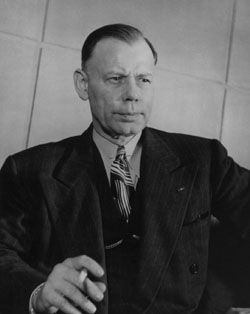
O delegado americano na conferência, Walter Bedell Smith.

As posições iniciais das delegações pareciam dificilmente conciliáveis. O representante americano Walter Bedell Smith recebera instruções rigorosas do Secretário de Estado John Foster Dulles no sentido de não comprometer formalmente os Estados Unidos em qualquer acordo com os comunistas, recusar o reconhecimento político do Vietminh e salvaguardar os interesses estratégicos americanos no Sudeste Asiático, pressionando os franceses a não fazerem concessões.
As primeiras conversações entre as partes foram difíceis e totalmente infrutíferas. O representante francês, Ministro das Relações Exteriores Georges Bidault, manteve uma posição rígida, rejeitando qualquer acordo político estável e exigindo apenas uma trégua militar entre os beligerantes. Dessa forma, o governo Laniel esperava apaziguar a opinião pública, reduzir as perdas no terreno e ganhar tempo. Aparentemente, no entanto, os franceses, já nessa fase inicial das conversações, haviam assumido confidencialmente a divisão do Vietnã e o reconhecimento da autoridade do Viet Minh em troca de um "cessar-fogo". O representante da Viet Minh, o Primeiro Ministro Pham Van Dong, rejeitou as propostas francesas e exigiu a retirada completa e incondicional da potência colonial. Segundo ele, a solução política do Vietnã seria confiada diretamente aos vietnamitas, que deveriam ser livres para tomar suas próprias decisões. O Viet Minh, com a força do prestígio obtido na luta pela independência, estava confiante de que o regime do Imperador Bao Dai entraria rapidamente em colapso, dada a ausência de apoio externo, e que o país seria reunificado sob o domínio do movimento comunista-nacionalista de Ho Chi Minh. As posições diplomáticas do Viet Minh, que incluíam a exigência de que Laos e Camboja ficassem sob controle dos movimentos de resistência Pathet Lao e Khmer Serei, eram inconciliáveis com as posições das potências ocidentais, e os franceses as rejeitavam firmemente. Como consequência, a conferência de Genebra prosseguiu até meados de junho de 1954 sem registrar qualquer aproximação entre as partes. : 102-103
| |  |  |
| O Presidente do Conselho de Ministros da França, Pierre Mendès France, e o delegado francês no início da conferência, Georges Bidault |  |  |

Dois novos fatores finalmente mudaram a situação e desbloquearam a conferência. Primeiro, na França, cai o Presidente do Conselho de Ministros, Joseph Laniel, sendo substituído por Pierre Mendès France, que, em 17 de junho de 1954, no seu primeiro discurso no parlamento, declara que, em caso de fracasso da conferência, havia o risco de uma extensão da guerra e, portanto, ele estava determinado a obter um acordo, no prazo de um mês, ou  deixaria o cargo de Presidente do Conselho.: 103-104 O segundo fator que influenciou decisivamente o curso da conferência foi a ousada e inescrupulosa ação diplomática do Primeiro-ministro chinês Zhou Enlai, que se tornou o protagonista das negociações finais em Genebra.: 199
Zhou Enlai conseguiu inicialmente convencer os representantes vietnamitas a não apoiar as exigências do Pathet Laos e do Khmer Livre, no Laos e no Camboja, respectivamente. Depois, em 23 de junho de 1954, teve um encontro secreto com o Presidente do Conselho de Ministros da França (correspondente, na época, a Primeiro-ministro), Pierre Mendès France, na embaixada da França, em Berna. Nesse encontro, informou a Mendès France que era favorável a uma trégua militar e que era contra o expansionismo do Viet Minh no Laos e - o mais importante - levantou pela primeira vez a possibilidade de uma divisão do Vietnã em dois estados separados. Em outra reunião secreta, no dia 12 de julho, Zhou Enlai, ansioso para pôr fim ao conflito, pareceu ainda mais favorável aos franceses, indicando, com expressões veladas, que o Viet Minh teria que fazer concessões.: 104-105

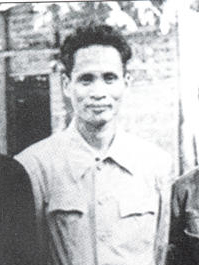
Primeiro-ministro Viet Minh Phạm Văn Đồng.

O Secretário de Estado dos EUA, Foster Dulles, irritava-se muito com essa diplomacia secreta que excluía os Estados Unidos. Ele temia que a França abrisse uma brecha  para o domínio comunista de toda a Indochina em poucos meses e considerou retirar a delegação norte-americana da conferência. Mas as negociações secretas prosseguiram. Mendès-France basicamente aceitou a proposta chinesa de dividir o Vietnã, enquanto que até mesmo o primeiro-ministro Viet Minh, Pham Van Dong, sob pressão dos chineses e dos soviéticos, acabou concordando com o plano de partição. O duro diplomata vietnamita, entretanto, pressionou para que a divisão fosse acordada no paralelo 13 e, acima de tudo, que fosse temporária e que dentro de seis meses fossem realizadas eleições gerais para reunificar o Vietnã. Uma eleição tão precoce resultaria, muito provavelmente, em triunfo do movimento Viet Minh.
Os franceses não puderam aceitar essas condições estabelecidas por Pham Van Dong, e a conferência pareceu mais uma vez estar a caminho do fracasso. Entretanto, Mendès-France precisava apressar as coisas, pois seu prazo de um mês para concluir as negociações estava se aproximando. A conferência teve sua rodada final na noite de 12 de julho de 1954, por iniciativa do Ministro das Relações Exteriores soviético, Vjačeslav Molotov, que presidiu oficialmente os trabalhos junto com o britânico Anthony Eden. O diplomata soviético reuniu-se, na sua residência em Genebra, com Zhou Enlai, Mendès France, Pham Van Dong e Eden, excluindo  Bedell Smith e o delegado de Bao Dai. A reunião teve momentos de extrema tensão, Pham Van Dong tentou fazer passar a proposta de divisão do Vietnã ao longo do paralelo 16 e a realização de eleições  gerais dentro de um ano ou de dezoito meses, no máximo, enquanto Mendès-France propunha o paralelo 18 e consultas eleitorais em uma data a ser determinada posteriormente. No final, Molotov fez duas propostas de compromisso que ganharam o consenso das partes: a divisão do Vietnã seria estabelecida no  paralelo 17, e as eleições seriam realizadas no prazo de dois anos.
| |  |  |
| O Ministro das Relações Exteriores soviético, Vjačeslav Micajlovič Molotov, e seu homólogo britânico, Anthony Eden. |  |  |

As conclusões surpreendentes e inesperadas da conferência de Genebra permitiram a Mendès-France alcançar a paz dentro do prazo previsto no seu discurso inaugural e obter condições menos duras do que poderia esperar após a catástrofe em Dien Bien Phu. Pham Van Dong e os delegados Viet Minh, por outro lado, ficaram amargamente desapontados. Irritados com o comportamento dos chineses, eles não esconderam sua decepção com a falta de apoio das grandes potências comunistas.  Para a China, a conferência de Genebra foi um grande sucesso, demonstrando sua influência e falta de escrúpulos. Zhou Enlai chegou ao ponto de afirmar, após a conclusão dos trabalhos, que esperava uma divisão permanente do Vietnã, e que a China poderia vir a reconhecer o regime sul-vietnamita liderado por Bao Dai e Ngô Đình Diệm.:105-106
Apesar dos entendimentos alcançados, a conferência, terminou com uma atmosfera de ressentimento e desconfiança. Do ponto de vista formal, apenas foi concluído um acordo que estabeleceu o fim do conflito militar no Vietnã, Laos e Camboja, mas não foram elaborados documentos políticos gerais que pudessem ser aprovados por todas as partes. Uma declaração foi assinada pela França e pelo Viet Minh (o governo da República Democrática do Vietnã) concordando com uma divisão temporária do Vietnã no paralelo 17 e eleições gerais a serem realizadas em julho de 1956, o que deveria consagrar a unidade do país. Na expectativa da reunificação, as forças militares francesas ainda presentes ao norte da linha divisória seriam transferidas para o sul do paralelo 17, onde permaneceriam até as eleições, enquanto as forças do Viet Minh ativas no sul seriam deslocadas para o norte.:106
Esse acordo entre a França e o Viet Minh recebeu apoio puramente verbal das outras potências presentes na conferência, que também subscreveram uma declaração na qual  simplesmente observavam os entendimentos alcançados entre as partes, mas os Estados Unidos e os governos de Bao Dai e Ngo Dinh Diem não endossaram nem mesmo esse documento mínimo. O representante americano Bedell Smith apresentou uma declaração em separado em que, atendendo às diretrizes recebidas da administração Eisenhower, afirmava que os Estados Unidos temiam  "uma nova agressão comunista" (com  efeito dominó), na Indochina. Por fim, o  governo de Saigon, que, poucos meses antes, passara a ser presidido  pelo intransigente Ngo Dinh Diem, rejeitou explicitamente os Acordos de Genebra, declarando que "uma nova guerra estava à vista no Vietnã".:106